# 蜷川元勝
蜷川 元勝（にながわ もとかつ）は、安土桃山時代から江戸時代初期の武士。毛利氏の家臣で長州藩士。

## 生涯
天正18年（1590年）、毛利氏家臣の蜷川元親の子として生まれる。
文禄元年（1592年）から始まる文禄の役で輝元に従って朝鮮へ渡海した父・元親が、文禄2年（1593年）に戦死したため、元親に与えられていた336石余の地と家督は、文禄3年（1594年）4月1日に5歳の元勝が相続した。なお、元勝が幼少であったことから、文禄2年（1593年）9月11日に輝元は元勝の母方の祖父である佐世元嘉に書状を出し、元親の跡目は元親に継がせるので、後家となった元嘉の娘に言い聞かすよう伝えている。
慶長5年（1600年）の関ヶ原の戦いの後に毛利氏が防長2か国に減封されると、元勝の知行も336石余から200石に減らされた。
慶長9年（1604年）3月3日、輝元の加冠を受けて元服し、「元」の偏諱を受けて「蜷川新三郎元勝」と名乗る。また、慶長14年（1609年）12月30日には「右衛門」、元和4年（1618年）には「四郎左衛門尉」の官途名を毛利秀就から与えられた。
寛永4年（1627年）8月7日に38歳で死去した。家督と200石の知行地は、寛永6年（1629年）に子の就之が8歳で相続した。